# Alv Kjøs
Alv Kjøs (ur. 4 czerwca 1894, zm. 14 kwietnia 1990) –  norweski polityk oraz oficer. Kjøs był przewodniczącym partii konserwatywnej między 1954–1962.

## Życiorys

### Wczesne lata
Alv Kjøs był synem bankiera Andreasa Kjøsa (1855–1946) oraz Diny Krogstie (1858–1920). Alv ukończył szkołę oficerską w 1917 oraz szkołę gospodarstwa wiejskiego w 1925.
Kjøs posiadał farmę w Løten, od 1926 do 1956. W międzyczasie Kjøs robił karierę w wojsku, gdzie został kapitanem oraz dowódca kompanii w 1934. Już w 1940 został majorem, a w 1946 pułkownikiem oraz dowódcą regimentu piechoty, którym był aż do roku 1954.

### Okres II wojny światowej
Podczas kampanii norweskiej w 1940, brał udział w bitwie pod Dombås, gdzie został pojmany, po tym jak wjechał w niemiecką zasadzkę. Minister obronny Birger Ljungberg oraz wielu członków rządu znajdowało się w okolicy, ich plan zakładał ucieczkę na północ, a Kjøs został wysłany jako zwiadowca.
W 1942 Kjøs został internowany przez Niemców oraz osadzony w obozie jenieckim Grini. W 1943 został przetransportowany do obozu w Grune w Niemczech, później do Schildberg oraz Luckenwalde.

## Działalność polityczna
Kjøs został wybrany do parlamentu Norwegii w 1937 z okręgu Hedmark. Podczas kampanii wyborczej w 1945, partia konserwatywna rozpoczęła restrukturyzacje partii, wtedy padł pomysł aby parlamentarzystów którzy opowiedzieli się za abdykacją króla w 1940, usunięto ze struktur partyjnych. Z tej grupy jedynie Kjøs uniknął wydalenia, jedynie ze względu na jego wysoką pozycje w Hedemarku oraz wkład w walkach z Niemcami podczas kampanii norweskiej.
Kjøs angażował się głównie w politykę rolną, oraz uzyskał poparcie innych członków partii wraz z początkiem lat 50. Popierał politykę Partii Pracy, a najbardziej popierał inicjatywę aby ceny za produkty rolne były regulowane przez negocjacje rządu z rolnikami.
W 1954 lider partii C.J. Hambro poinformował, że nie będzie ubiegał się o reelekcje na stanowisko przewodniczącego partii konserwatywnej. Największą szanse na stanowisko przewodniczącego miał Sjur Lindebrække, jednak kiedy odmówił stanowisko zasugerowano Alvemu. Już jako przewodniczący zaangażował Partie Konserwatywną w swoją politykę rolną oraz restrukturyzacje partii po słabych wyborach samorządowych w 1955.
Po wyborach parlamentarnych w 1957, do parlamentu dostała się znacznie młodsze pokolenie Partii Konserwatywnej, które oczekiwało ustąpienia Kjøsa oraz powołania Johna Lynga na przewodniczącego. Z tego powodu podczas głosowania w sprawie budżetu na rok 1958, wszyscy posłowie Partii Konserwatywnej opowiedzieli się przeciwko Kjøsowi. Tego samego roku podczas zjazdu partyjnego wielu członków oczekiwało ustąpienia Kjøsa, a na pozycję Kjøsa zasugerowano Jo Benkowa. Jednak zmagania Lynga poszła na marne, ponieważ Kjøs wygrał reelekcję 217-137.
Zmiana w strukturach partyjnych nastąpiła dopiero w 1962. Kiedy to zarząd główny z Kjøsem na czele wszedł w konflikt z grupa parlamentarną, na której czele stał Lyng. Podczas kolejnego zjazdu partyjnego Kjøs zrezygnował ze sterowaniu partią, a jego miejsce zajął Sjur Lindebrække.
Po rezygnacji ze stanowiska przewodniczącego Kjøs nadal zajmował wysoką pozycje w partii do roku 1965, kiedy to nie uzyskał miejsca w parlamencie.

## Odznaczenia
W 1953 roku otrzymał Order Świętego Olafa 1. klasy oraz w 1964 uzyskał Komandora Z Gwiazdą. Inne odznaczenia, które uzyskał, to medale za służbę podczas II wojny światowej.